# Ksar Rgabi N'Ayt Hassou
Ksar Rgabi n' Ait Hassou (en arabe : قصر رڭابي ن آيت حسو) est un village fortifié dans la province de Zagora, région de Draa-Tafilalet au sud-est du Maroc .